# Rambow (Lenzen)
Rambow ist ein bewohnter Gemeindeteil der Stadt Lenzen (Elbe) des Amtes Lenzen-Elbtalaue im Landkreis Prignitz in Brandenburg.

## Geografie
Der Ort liegt neun Kilometer nordöstlich von Lenzen (Elbe). Die Nachbarorte sind Zapel im Norden, Mellen im Nordosten, Gosedahl im Osten, Boberow im Südosten, Nausdorf, Klein Sterbitz, Sterbitz und  Bochin im Südwesten, Zuggelrade im Westen sowie Steesow im Nordwesten.

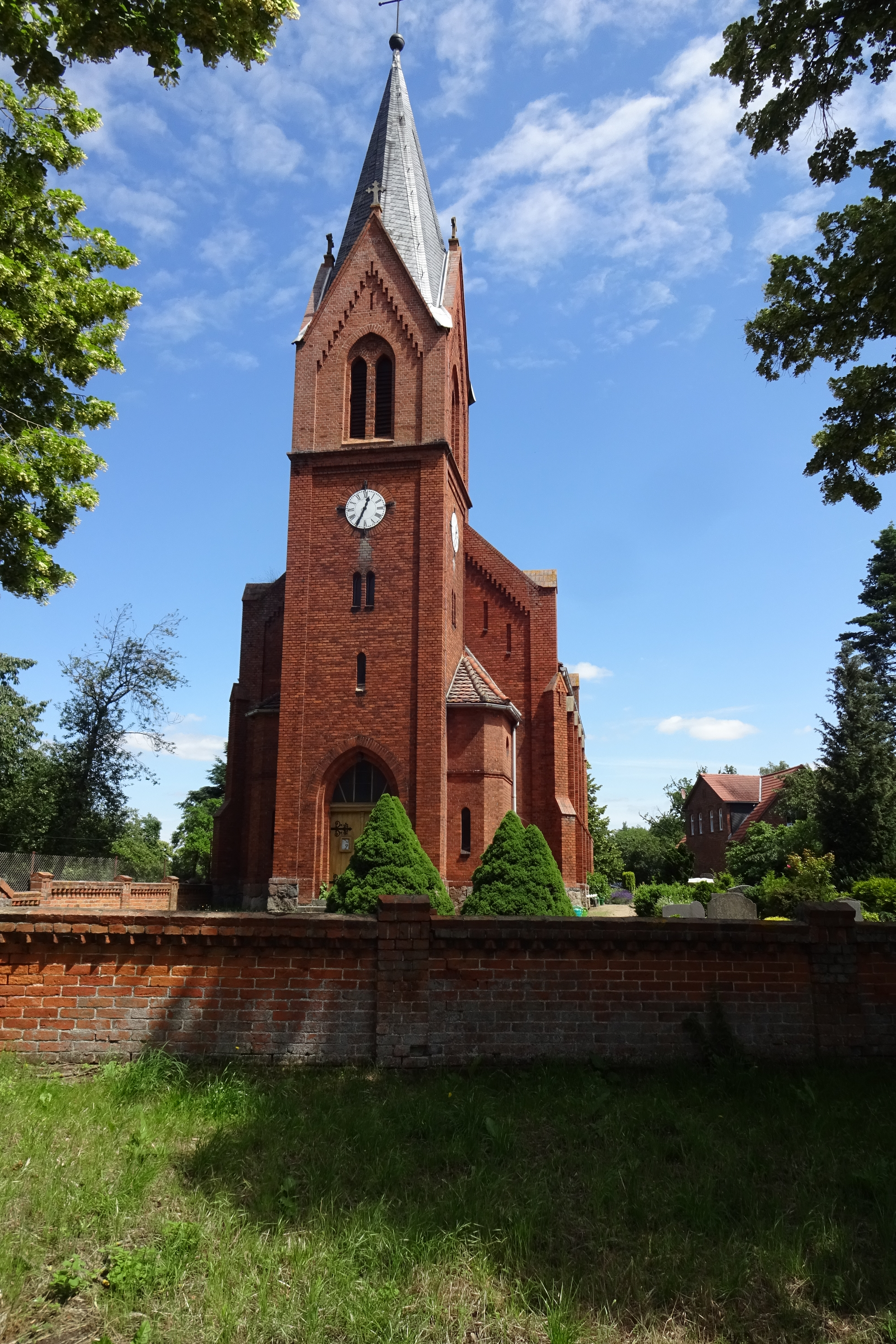

## Sehenswürdigkeiten
- Neugotische Dorfkirche aus dem 19. Jahrhundert